# Tricolia milaschewitchi
Tricolia milaschewitchi is een slakkensoort uit de familie van de Phasianellidae. De wetenschappelijke naam van de soort is voor het eerst geldig gepubliceerd in 1991 door Anistratenko & Starobogatov.